# Flaga Monako
Flaga Monako – jeden z symboli narodowych Monako.
Flaga została podzielona na dwa pasy o układzie poziomym: czerwony na górze, biały na dole. Barwy te były co najmniej od 1339 roku barwami heraldycznymi rodu Grimaldich, władców Monako.
Do flagi Monako podobna jest flaga Indonezji, różnią je format flagi (4:5 dla flagi Monako i 2:3 dla flagi Indonezji) oraz barwy kolorów.